# WTA Tour 2017
El WTA Tour 2017 és el circuit de tennis professional femení de l'any 2017 organitzat per la WTA. La temporada inclou un total de 59 torneigs dividits en Grand Slams (organitzats per la ITF), torneigs WTA Premier, torneigs WTA International, el WTA Elite Trophy i el WTA Finals. Els torneigs es disputen entre el 2 de gener i el 5 de novembre de 2017.

## Calendari
Taula amb el calendari complet dels torneigs que pertanyen a la temporada 2017 de la WTA Tour. També s'inclouen les vencedores i les finalistes dels quadres individuals i dobles de cada torneig.
| Llegenda                 |
| ------------------------ |
| Grand Slam               |
| Year-end championships   |
| WTA Premier Mandatory    |
| WTA Premier 5            |
| WTA Premier              |
| WTA International        |
| Esdeveniments per equips |

| Data d'inici   | Torneig                        | Superfície       | Guanyadora/es                                | Finalista/es                                |
| -------------- | ------------------------------ | ---------------- | -------------------------------------------- | ------------------------------------------- |
| 2 de gener     | Copa Hopman                    | Dura (i)         | Kristina Mladenovic / Richard Gasquet        | CoCo Vandeweghe / Jack Sock                 |
| 2 de gener     | Brisbane                       | Dura             | Karolína Plísková                            | Alizé Cornet                                |
| 2 de gener     | Brisbane                       | Dura             | Bethanie Mattek-Sands / Sania Mirza          | Iekaterina Makàrova / Ielena Vesninà        |
| 2 de gener     | Shenzhen                       | Dura             | Kateřina Siniaková                           | Alison Riske                                |
| 2 de gener     | Shenzhen                       | Dura             | Andrea Hlaváčková / Peng Shuai               | Raluca Olaru / Olga Savchuk                 |
| 2 de gener     | Auckland                       | Dura             | Lauren Davis                                 | Ana Konjuh                                  |
| 2 de gener     | Auckland                       | Dura             | Kiki Bertens / Johanna Larsson               | Demi Schuurs / Renata Voráčová              |
| 9 de gener     | Sydney                         | Dura             | Johanna Konta                                | Agnieszka Radwańska                         |
| 9 de gener     | Sydney                         | Dura             | Tímea Babos / Anastassia Pavliutxénkova      | Sania Mirza / Barbora Strýcová              |
| 9 de gener     | Hobart                         | Dura             | Elise Mertens                                | Monica Niculescu                            |
| 9 de gener     | Hobart                         | Dura             | Raluca Olaru / Olga Savchuk                  | Gabriela Dabrowski / Yang Zhaoxuan          |
| 16 de gener    | Open d'Austràlia               | Dura             | Serena Williams                              | Venus Williams                              |
| 16 de gener    | Open d'Austràlia               | Dura             | Bethanie Mattek-Sands / Lucie Šafářová       | Andrea Hlaváčková / Peng Shuai              |
| 16 de gener    | Open d'Austràlia               | Dura             | Abigail Spears / Juan Sebastián Cabal        | Sania Mirza / Ivan Dodig                    |
| 30 de gener    | Sant Petersburg                | Dura (i)         | Kristina Mladenovic                          | Yulia Putintseva                            |
| 30 de gener    | Sant Petersburg                | Dura (i)         | Jeļena Ostapenko / Alicja Rosolska           | Darija Jurak / Xenia Knoll                  |
| 30 de gener    | Taipei                         | Dura             | Elina Svitolina                              | Peng Shuai                                  |
| 30 de gener    | Taipei                         | Dura             | Chan Hao-ching / Chan Yung-jan               | Lucie Hradecká / Kateřina Siniaková         |
| 6 de febrer    | Copa Federació (Primera ronda) |                  | Txèquia · Estats Units · Belarús · Suïssa    | Espanya · Alemanya · Països Baixos · França |
| 13 de febrer   | Doha                           | Dura             | Karolína Plísková                            | Caroline Wozniacki                          |
| 13 de febrer   | Doha                           | Dura             | Abigail Spears / Katarina Srebotnik          | Olga Savchuk / Iaroslava Xvédova            |
| 20 de febrer   | Dubai                          | Dura             | Elina Svitolina                              | Caroline Wozniacki                          |
| 20 de febrer   | Dubai                          | Dura             | Iekaterina Makàrova / Ielena Vesninà         | Andrea Hlaváčková / Peng Shuai              |
| 20 de febrer   | Budapest                       | Dura (i)         | Tímea Babos                                  | Lucie Šafářová                              |
| 20 de febrer   | Budapest                       | Dura (i)         | Hsieh Su-wei / Oksana Kalashnikova           | Arina Rodionova / Galina Voskoboeva         |
| 27 de febrer   | Acapulco                       | Dura             | Lesia Tsurenko                               | Kristina Mladenovic                         |
| 27 de febrer   | Acapulco                       | Dura             | Darija Jurak / Anastassia Rodiónova          | Verónica Cepede Royg / Mariana Duque        |
| 27 de febrer   | Kuala Lumpur                   | Dura             | Ashleigh Barty                               | Nao Hibino                                  |
| 27 de febrer   | Kuala Lumpur                   | Dura             | Ashleigh Barty / Casey Dellacqua             | Nicole Melichar / Makoto Ninomiya           |
| 6 de març      | Indian Wells                   | Dura             | Ielena Vesninà                               | Svetlana Kuznetsova                         |
| 6 de març      | Indian Wells                   | Dura             | Chan Yung-jan / Martina Hingis               | Lucie Hradecká / Kateřina Siniaková         |
| 20 de març     | Miami                          | Dura             | Johanna Konta                                | Caroline Wozniacki                          |
| 20 de març     | Miami                          | Dura             | Gabriela Dabrowski / Xu Yifan                | Sania Mirza / Barbora Strýcová              |
| 3 d'abril      | Charleston                     | Terra batuda     | Dària Kassàtkina                             | Jeļena Ostapenko                            |
| 3 d'abril      | Charleston                     | Terra batuda     | Bethanie Mattek-Sands / Lucie Šafářová       | Lucie Hradecká / Kateřina Siniaková         |
| 3 d'abril      | Monterrey                      | Dura             | Anastassia Pavliutxénkova                    | Angelique Kerber                            |
| 3 d'abril      | Monterrey                      | Dura             | Nao Hibino / Alicja Rosolska                 | Dalila Jakupović / Nadia Kitxenok           |
| 10 d'abril     | Bogotà                         | Terra batuda     | Francesca Schiavone                          | Lara Arruabarrena                           |
| 10 d'abril     | Bogotà                         | Terra batuda     | Beatriz Haddad Maia / Nadia Podoroska        | Verónica Cepede Royg / Magda Linette        |
| 10 d'abril     | Biel/Bienne                    | Dura (i)         | Markéta Vondroušová                          | Anett Kontaveit                             |
| 10 d'abril     | Biel/Bienne                    | Dura (i)         | Hsieh Su-wei / Monica Niculescu              | Timea Bacsinszky / Martina Hingis           |
| 17 d'abril     | Copa Federació (Semifinals)    |                  | Estats Units · Belarús                       | Txèquia · Suïssa                            |
| 24 d'abril     | Stuttgart                      | Terra batuda (i) | Laura Siegemund                              | Kristina Mladenovic                         |
| 24 d'abril     | Stuttgart                      | Terra batuda (i) | Raquel Atawo / Jeļena Ostapenko              | Abigail Spears / Katarina Srebotnik         |
| 24 d'abril     | Istanbul                       | Terra batuda     | Elina Svitolina                              | Elise Mertens                               |
| 24 d'abril     | Istanbul                       | Terra batuda     | Dalila Jakupović / Nadia Kitxenok            | Nicole Melichar / Elise Mertens             |
| 1 de maig      | Rabat                          | Terra batuda     | Anastassia Pavliutxénkova                    | Francesca Schiavone                         |
| 1 de maig      | Rabat                          | Terra batuda     | Tímea Babos / Andrea Hlaváčková              | Nina Stojanović / Marina Zanevska           |
| 1 de maig      | Praga                          | Terra batuda     | Mona Barthel                                 | Kristýna Plíšková                           |
| 1 de maig      | Praga                          | Terra batuda     | Anna-Lena Grönefeld / Květa Peschke          | Lucie Hradecká / Kateřina Siniaková         |
| 8 de maig      | Madrid                         | Terra batuda     | Simona Halep                                 | Kristina Mladenovic                         |
| 8 de maig      | Madrid                         | Terra batuda     | Chan Yung-jan / Martina Hingis               | Tímea Babos / Andrea Hlaváčková             |
| 15 de maig     | Roma                           | Terra batuda     | Elina Svitolina                              | Simona Halep                                |
| 15 de maig     | Roma                           | Terra batuda     | Chan Yung-jan / Martina Hingis               | Iekaterina Makàrova / Ielena Vesninà        |
| 22 de maig     | Nuremberg                      | Terra batuda     | Kiki Bertens                                 | Barbora Krejčíková                          |
| 22 de maig     | Nuremberg                      | Terra batuda     | Nicole Melichar / Anna Smith                 | Kirsten Flipkens / Johanna Larsson          |
| 22 de maig     | Estrasburg                     | Terra batuda     | Samantha Stosur                              | Daria Gavrilova                             |
| 22 de maig     | Estrasburg                     | Terra batuda     | Ashleigh Barty / Casey Dellacqua             | Chan Hao-ching / Chan Yung-jan              |
| 29 de maig     | Roland Garros                  | Terra batuda     | Jelena Ostapenko                             | Simona Halep                                |
| 29 de maig     | Roland Garros                  | Terra batuda     | Bethanie Mattek-Sands / Lucie Šafářová       | Ashleigh Barty / Casey Dellacqua            |
| 29 de maig     | Roland Garros                  | Terra batuda     | Gabriela Dabrowski / Rohan Bopanna           | Anna-Lena Grönefeld / Robert Farah          |
| 12 de juny     | Nottingham                     | Gespa            | Donna Vekić                                  | Johanna Konta                               |
| 12 de juny     | Nottingham                     | Gespa            | Monique Adamczak / Storm Sanders             | Jocelyn Rae / Laura Robson                  |
| 12 de juny     | 's-Hertogenbosch               | Gespa            | Anett Kontaveit                              | Natalia Vikhlyantseva                       |
| 12 de juny     | 's-Hertogenbosch               | Gespa            | Dominika Cibulková / Kirsten Flipkens        | Kiki Bertens / Demi Schuurs                 |
| 19 de juny     | Birmingham                     | Gespa            | Petra Kvitová                                | Ashleigh Barty                              |
| 19 de juny     | Birmingham                     | Gespa            | Ashleigh Barty / Casey Dellacqua             | Chan Hao-Ching / Zhang Shuai                |
| 19 de juny     | Mallorca                       | Gespa            | Anastasija Sevastova                         | Julia Goerges                               |
| 19 de juny     | Mallorca                       | Gespa            | Chan Yung-Jan / Martina Hingis               | Jelena Janković / Anastasija Sevastova      |
| 26 de juny     | Eastbourne                     | Gespa            | Karolína Plíšková                            | Caroline Wozniacki                          |
| 26 de juny     | Eastbourne                     | Gespa            | Chan Yung-jan / Martina Hingis               | Ashleigh Barty / Casey Dellacqua            |
| 3 de juliol    | Wimbledon                      | Gespa            | Garbiñe Muguruza                             | Venus Williams                              |
| 3 de juliol    | Wimbledon                      | Gespa            | Iekaterina Makàrova / Ielena Vesninà         | Chan Hao-ching / Monica Niculescu           |
| 3 de juliol    | Wimbledon                      | Gespa            | Jamie Murray / Martina Hingis                | Henri Kontinen / Heather Watson             |
| 17 de juliol   | Bucarest                       | Terra batuda     | Irina-Camelia Begu                           | Julia Goerges                               |
| 17 de juliol   | Bucarest                       | Terra batuda     | Irina-Camelia Begu / Raluca Olaru            | Elise Mertens / Demi Schuurs                |
| 17 de juliol   | Gstaad                         | Terra batuda     | Kiki Bertens                                 | Anett Kontaveit                             |
| 17 de juliol   | Gstaad                         | Terra batuda     | Kiki Bertens / Johanna Larsson               | Viktorija Golubic / Nina Stojanovic         |
| 24 de juliol   | Bastad                         | Terra batuda     | Kateřina Siniaková                           | Caroline Wozniacki                          |
| 24 de juliol   | Bastad                         | Terra batuda     | Quirine Lemoine / Arantxa Rus                | María Irigoyen / Barbora Krejcikova         |
| 24 de juliol   | Nanchang                       | Dura             | Peng Shuai                                   | Nao Hibino                                  |
| 24 de juliol   | Nanchang                       | Dura             | Jiang Xinyu / Tang Qianhui                   | Alla Kudryavseva / Arina Rodionova          |
| 31 de juliol   | Stanford                       | Dura             | Madison Keys                                 | CoCo Vandeweghe                             |
| 31 de juliol   | Stanford                       | Dura             | Alizé Cornet / Alicja Rosolska               | Abigail Spears / CoCo Vandeweghe            |
| 31 de juliol   | Washington D.C.                | Dura             | Iekaterina Makàrova                          | Julia Goerges                               |
| 31 de juliol   | Washington D.C.                | Dura             | Shuko Aoyama / Renata Voracova               | Eugenie Bouchard / Sloane Stephens          |
| 7 d'agost      | Toronto                        | Dura             | Elina Svitolina                              | Caroline Wozniacki                          |
| 7 d'agost      | Toronto                        | Dura             | Iekaterina Makàrova / Ielena Vesninà         | Anna-Lena Grönefeld / Květa Peschke         |
| 14 d'agost     | Cincinnati                     | Dura             | Garbiñe Muguruza                             | Simona Halep                                |
| 14 d'agost     | Cincinnati                     | Dura             | Chan Yung-jan / Martina Hingis               | Hsieh Su-wei / Monica Niculescu             |
| 21 d'agost     | New Haven                      | Dura             | Daria Gavrilova                              | Dominika Cibulková                          |
| 21 d'agost     | New Haven                      | Dura             | Gabriela Dabrowski / Xu Yifan                | Ashleigh Barty / Casey Dellacqua            |
| 28 d'agost     | US Open                        | Dura             | Sloane Stephens                              | Madison Keys                                |
| 28 d'agost     | US Open                        | Dura             | Chan Yung-jan / Martina Hingis               | Lucie Hradecká / Kateřina Siniaková         |
| 28 d'agost     | US Open                        | Dura             | Martina Hingis / Jamie Murray                | Chan Hao-Ching / Micheal Venus              |
| 11 de setembre | Ciutat del Quebec              | Dura (i)         | Alison Van Uytvanck                          | Tímea Babos                                 |
| 11 de setembre | Ciutat del Quebec              | Dura (i)         | Tímea Babos / Andrea Hlaváčková              | Bianca Andreescu / Carson Branstine         |
| 11 de setembre | Tòquio                         | Dura             | Zarina Diyas                                 | Miyu Kato                                   |
| 11 de setembre | Tòquio                         | Dura             | Shuko Aoyama / Yang Zhaoxuan                 | Monique Adamczak / Storm Sanders            |
| 18 de setembre | Tòquio                         | Dura             | Caroline Wozniacki                           | Anastassia Pavliutxénkova                   |
| 18 de setembre | Tòquio                         | Dura             | Andreja Klepač / María José Martínez Sánchez | Daria Gavrilova / Dària Kassàtkina          |
| 18 de setembre | Seül                           | Dura             | Jeļena Ostapenko                             | Beatriz Haddad Maia                         |
| 18 de setembre | Seül                           | Dura             | Kiki Bertens / Johanna Larsson               | Luksika Kumkhum / Peangtarn Plipuech        |
| 18 de setembre | Canton                         | Dura             | Zhang Shuai                                  | Aleksandra Krunić                           |
| 18 de setembre | Canton                         | Dura             | Elise Mertens / Demi Schuurs                 | Monique Adamczak / Storm Sanders            |
| 25 de setembre | Wuhan                          | Dura             | Caroline Garcia                              | Ashleigh Barty                              |
| 25 de setembre | Wuhan                          | Dura             | Chan Yung-jan / Martina Hingis               | Shuko Aoyama / Yang Zhaoxuan                |
| 25 de setembre | Taixkent                       | Dura             | Katerina Bondarenko                          | Tímea Babos                                 |
| 25 de setembre | Taixkent                       | Dura             | Tímea Babos / Andrea Hlaváčková              | Nao Hibino / Oksana Kalashnikova            |
| 2 d'octubre    | Pequín                         | Dura             | Caroline Garcia                              | Simona Halep                                |
| 2 d'octubre    | Pequín                         | Dura             | Chan Yung-jan / Martina Hingis               | Tímea Babos / Andrea Hlaváčková             |
| 9 d'octubre    | Hong Kong                      | Dura             | Anastassia Pavliutxénkova                    | Daria Gavrilova                             |
| 9 d'octubre    | Hong Kong                      | Dura             | Chan Hao-ching / Chan Yung-jan               | Lu Jiajing / Wang Qiang                     |
| 9 d'octubre    | Linz                           | Dura (i)         | Barbora Strýcová                             | Magdaléna Rybáriková                        |
| 9 d'octubre    | Linz                           | Dura (i)         | Kiki Bertens / Johanna Larsson               | Natela Dzalamidze / Xenia Knoll             |
| 9 d'octubre    | Tientsin                       | Dura             | Maria Xaràpova                               | Arina Sabalenka                             |
| 9 d'octubre    | Tientsin                       | Dura             | Irina-Camelia Begu / Sara Errani             | Dalila Jakupović / Nina Stojanović          |
| 16 d'octubre   | Moscou                         | Dura (i)         | Julia Görges                                 | Dària Kassàtkina                            |
| 16 d'octubre   | Moscou                         | Dura (i)         | Timea Babos / Andrea Hlaváčková              | Nicole Melichar / Anna Smith                |
| 16 d'octubre   | Ciutat de Luxemburg            | Dura (i)         | Carina Witthöeft                             | Monica Puig                                 |
| 16 d'octubre   | Ciutat de Luxemburg            | Dura (i)         | Lesley Kerkhove / Lidziya Marozava           | Eugenie Bouchard / Kirsten Flipkens         |
| 23 d'octubre   | Singapur                       | Dura (i)         | Caroline Wozniacki                           | Venus Williams                              |
| 23 d'octubre   | Singapur                       | Dura (i)         | Tímea Babos / Andrea Hlaváčková              | Kiki Bertens / Johanna Larsson              |
| 30 d'octubre   | Zhuhai                         | Dura             | Julia Görges                                 | CoCo Vandeweghe                             |
| 30 d'octubre   | Zhuhai                         | Dura             | Lu Jingjing / Zhang Shuai                    | Duan Yingying / Han Xinyun                  |
| 6 de novembre  | Copa Federació (Final)         |                  | Estats Units                                 | Belarús                                     |

## Estadístiques
La següent taula mostra el nombre de títols aconseguits de forma individual (I), dobles (D) i dobles mixtes (X) aconseguits per cada tennista i també per països durant la temporada 2017. Els torneigs estan ordenats segons la seva categoria dins el calendari WTA Tour 2017: Grand Slams, Year-end championships, WTA Premier Tournaments i WTA International Tournaments. L'ordre de les jugadores s'ha establert a partir del nombre total de títols i després segons la quantitat de títols de cada categoria de torneigs.

### Títols per tennista
| Títols | Tennista                    | Grand Slams | Grand Slams | Grand Slams | Year-end championships | Year-end championships | Premier Mandatory | Premier Mandatory | Premier 5 | Premier 5 | Premier | Premier | International | International | Resum | Resum | Resum |
| Títols | Tennista                    | I           | D           | X           | I                      | D                      | I                 | D                 | I         | D         | I       | D       | I             | D             | I     | D     | X     |
| ------ | --------------------------- | ----------- | ----------- | ----------- | ---------------------- | ---------------------- | ----------------- | ----------------- | --------- | --------- | ------- | ------- | ------------- | ------------- | ----- | ----- | ----- |
| 11     | Martina Hingis              |             | ●           | ●           |                        |                        |                   | ●                 |           | ●         |         |         |               | ●             | 0     | 9     | 2     |
| 11     | Chan Yung-jan               |             | ●           |             |                        |                        |                   | ●                 |           | ●         |         |         |               | ●             | 0     | 11    | 0     |
| 7      | Tímea Babos                 |             |             |             |                        | ●                      |                   |                   |           |           |         | ●       | ●             | ●             | 1     | 6     | 0     |
| 6      | Andrea Hlaváčková           |             |             |             |                        | ●                      |                   |                   |           |           |         | ●       |               | ●             | 0     | 6     | 0     |
| 6      | Kiki Bertens                |             |             |             |                        |                        |                   |                   |           |           |         |         | ●             | ●             | 2     | 4     | 0     |
| 5      | Elina Svitolina             |             |             |             |                        |                        |                   |                   | ●         |           |         |         | ●             |               | 5     | 0     | 0     |
| 4      | Bethanie Mattek-Sands       |             | ●           |             |                        |                        |                   |                   |           |           |         | ●       |               |               | 0     | 4     | 0     |
| 4      | Ielena Vesninà              |             | ●           |             |                        |                        | ●                 |                   |           | ●         |         |         |               |               | 1     | 3     | 0     |
| 4      | Iekaterina Makàrova         |             | ●           |             |                        |                        |                   |                   |           | ●         |         |         | ●             |               | 1     | 3     | 0     |
| 4      | Jeļena Ostapenko            | ●           |             |             |                        |                        |                   |                   |           |           |         | ●       | ●             |               | 2     | 2     | 0     |
| 4      | Anastassia Pavliutxénkova   |             |             |             |                        |                        |                   |                   |           |           |         | ●       | ●             |               | 3     | 1     | 0     |
| 4      | Ashleigh Barty              |             |             |             |                        |                        |                   |                   |           |           |         | ●       | ●             | ●             | 1     | 3     | 0     |
| 4      | Johanna Larsson             |             |             |             |                        |                        |                   |                   |           |           |         |         |               | ●             | 0     | 4     | 0     |
| 3      | Lucie Šafářová              |             | ●           |             |                        |                        |                   |                   |           |           |         | ●       |               |               | 0     | 3     | 0     |
| 3      | Gabriela Dabrowski          |             |             | ●           |                        |                        |                   | ●                 |           |           |         | ●       |               |               | 0     | 2     | 1     |
| 3      | Abigail Spears              |             |             | ●           |                        |                        |                   |                   |           |           |         | ●       |               |               | 0     | 2     | 1     |
| 3      | Karolína Plíšková           |             |             |             |                        |                        |                   |                   |           |           | ●       |         |               |               | 3     | 0     | 0     |
| 3      | Casey Dellacqua             |             |             |             |                        |                        |                   |                   |           |           |         | ●       |               | ●             | 0     | 3     | 0     |
| 3      | Irina-Camelia Begu          |             |             |             |                        |                        |                   |                   |           |           |         |         | ●             | ●             | 1     | 2     | 0     |
| 2      | Garbiñe Muguruza            | ●           |             |             |                        |                        |                   |                   | ●         |           |         |         |               |               | 2     | 0     | 0     |
| 2      | Julia Görges                |             |             |             | ●                      |                        |                   |                   |           |           | ●       |         |               |               | 2     | 0     | 0     |
| 2      | Caroline Wozniacki          |             |             |             | ●                      |                        |                   |                   |           |           | ●       |         |               |               | 2     | 0     | 0     |
| 2      | Zhang Shuai                 |             |             |             |                        | ●                      |                   |                   |           |           |         |         | ●             |               | 1     | 1     | 0     |
| 2      | Caroline Garcia             |             |             |             |                        |                        | ●                 |                   | ●         |           |         |         |               |               | 2     | 0     | 0     |
| 2      | Johanna Konta               |             |             |             |                        |                        | ●                 |                   |           |           | ●       |         |               |               | 2     | 0     | 0     |
| 2      | Xu Yifan                    |             |             |             |                        |                        |                   | ●                 |           |           |         | ●       |               |               | 0     | 2     | 0     |
| 2      | Alicja Rosolska             |             |             |             |                        |                        |                   |                   |           |           |         | ●       |               | ●             | 0     | 2     | 0     |
| 2      | Kateřina Siniaková          |             |             |             |                        |                        |                   |                   |           |           |         |         | ●             |               | 2     | 0     | 0     |
| 2      | Elise Mertens               |             |             |             |                        |                        |                   |                   |           |           |         |         | ●             | ●             | 1     | 1     | 0     |
| 2      | Peng Shuai                  |             |             |             |                        |                        |                   |                   |           |           |         |         | ●             | ●             | 1     | 1     | 0     |
| 2      | Shuko Aoyama                |             |             |             |                        |                        |                   |                   |           |           |         |         |               | ●             | 0     | 2     | 0     |
| 2      | Chan Hao-ching              |             |             |             |                        |                        |                   |                   |           |           |         |         |               | ●             | 0     | 2     | 0     |
| 2      | Hsieh Su-wei                |             |             |             |                        |                        |                   |                   |           |           |         |         |               | ●             | 0     | 2     | 0     |
| 2      | Raluca Olaru                |             |             |             |                        |                        |                   |                   |           |           |         |         |               | ●             | 0     | 2     | 0     |
| 1      | Sloane Stephens             | ●           |             |             |                        |                        |                   |                   |           |           |         |         |               |               | 1     | 0     | 0     |
| 1      | Serena Williams             | ●           |             |             |                        |                        |                   |                   |           |           |         |         |               |               | 1     | 0     | 0     |
| 1      | Lu Jingjing                 |             |             |             |                        | ●                      |                   |                   |           |           |         |         |               |               | 0     | 1     | 0     |
| 1      | Simona Halep                |             |             |             |                        |                        | ●                 |                   |           |           |         |         |               |               | 1     | 0     | 0     |
| 1      | Daria Gavrilova             |             |             |             |                        |                        |                   |                   |           |           |         |         |               |               | 1     | 0     | 0     |
| 1      | Dària Kassàtkina            |             |             |             |                        |                        |                   |                   |           |           | ●       |         |               |               | 1     | 0     | 0     |
| 1      | Madison Keys                |             |             |             |                        |                        |                   |                   |           |           | ●       |         |               |               | 1     | 0     | 0     |
| 1      | Petra Kvitová               |             |             |             |                        |                        |                   |                   |           |           | ●       |         |               |               | 1     | 0     | 0     |
| 1      | Kristina Mladenovic         |             |             |             |                        |                        |                   |                   |           |           | ●       |         |               |               | 1     | 0     | 0     |
| 1      | Laura Siegemund             |             |             |             |                        |                        |                   |                   |           |           | ●       |         |               |               | 1     | 0     | 0     |
| 1      | Raquel Atawo                |             |             |             |                        |                        |                   |                   |           |           |         | ●       |               |               | 0     | 1     | 0     |
| 1      | Andreja Klepač              |             |             |             |                        |                        |                   |                   |           |           |         | ●       |               |               | 0     | 1     | 0     |
| 1      | María José Martínez Sánchez |             |             |             |                        |                        |                   |                   |           |           |         | ●       |               |               | 0     | 1     | 0     |
| 1      | Sania Mirza                 |             |             |             |                        |                        |                   |                   |           |           |         | ●       |               |               | 0     | 1     | 0     |
| 1      | Katarina Srebotnik          |             |             |             |                        |                        |                   |                   |           |           |         | ●       |               |               | 0     | 1     | 0     |
| 1      | CoCo Vandeweghe             |             |             |             |                        |                        |                   |                   |           |           |         | ●       |               |               | 0     | 1     | 0     |
| 1      | Mona Barthel                |             |             |             |                        |                        |                   |                   |           |           |         |         | ●             |               | 1     | 0     | 0     |
| 1      | Lauren Davis                |             |             |             |                        |                        |                   |                   |           |           |         |         | ●             |               | 1     | 0     | 0     |
| 1      | Zarina Diyas                |             |             |             |                        |                        |                   |                   |           |           |         |         | ●             |               | 1     | 0     | 0     |
| 1      | Anett Kontaveit             |             |             |             |                        |                        |                   |                   |           |           |         |         | ●             |               | 1     | 0     | 0     |
| 1      | Francesca Schiavone         |             |             |             |                        |                        |                   |                   |           |           |         |         | ●             |               | 1     | 0     | 0     |
| 1      | Anastasija Sevastova        |             |             |             |                        |                        |                   |                   |           |           |         |         | ●             |               | 1     | 0     | 0     |
| 1      | Samantha Stosur             |             |             |             |                        |                        |                   |                   |           |           |         |         | ●             |               | 1     | 0     | 0     |
| 1      | Barbora Strýcová            |             |             |             |                        |                        |                   |                   |           |           |         |         | ●             |               | 1     | 0     | 0     |
| 1      | Lesia Tsurenko              |             |             |             |                        |                        |                   |                   |           |           |         |         | ●             |               | 1     | 0     | 0     |
| 1      | Alison Van Uytvanck         |             |             |             |                        |                        |                   |                   |           |           |         |         | ●             |               | 1     | 0     | 0     |
| 1      | Donna Vekić                 |             |             |             |                        |                        |                   |                   |           |           |         |         | ●             |               | 1     | 0     | 0     |
| 1      | Markéta Vondroušová         |             |             |             |                        |                        |                   |                   |           |           |         |         | ●             |               | 1     | 0     | 0     |
| 1      | Carina Witthöeft            |             |             |             |                        |                        |                   |                   |           |           |         |         | ●             |               | 1     | 0     | 0     |
| 1      | Maria Xaràpova              |             |             |             |                        |                        |                   |                   |           |           |         |         | ●             |               | 1     | 0     | 0     |
| 1      | Monique Adamczak            |             |             |             |                        |                        |                   |                   |           |           |         |         |               | ●             | 0     | 1     | 0     |
| 1      | Katerina Bondarenko         |             |             |             |                        |                        |                   |                   |           |           |         |         |               | ●             | 0     | 1     | 0     |
| 1      | Dominika Cibulková          |             |             |             |                        |                        |                   |                   |           |           |         |         |               | ●             | 0     | 1     | 0     |
| 1      | Sara Errani                 |             |             |             |                        |                        |                   |                   |           |           |         |         |               | ●             | 0     | 1     | 0     |
| 1      | Kirsten Flipkens            |             |             |             |                        |                        |                   |                   |           |           |         |         |               | ●             | 0     | 1     | 0     |
| 1      | Anna-Lena Grönefeld         |             |             |             |                        |                        |                   |                   |           |           |         |         |               | ●             | 0     | 1     | 0     |
| 1      | Nao Hibino                  |             |             |             |                        |                        |                   |                   |           |           |         |         |               | ●             | 0     | 1     | 0     |
| 1      | Dalila Jakupović            |             |             |             |                        |                        |                   |                   |           |           |         |         |               | ●             | 0     | 1     | 0     |
| 1      | Jiang Xinyu                 |             |             |             |                        |                        |                   |                   |           |           |         |         |               | ●             | 0     | 1     | 0     |
| 1      | Darija Jurak                |             |             |             |                        |                        |                   |                   |           |           |         |         |               | ●             | 0     | 1     | 0     |
| 1      | Oksana Kalashnikova         |             |             |             |                        |                        |                   |                   |           |           |         |         |               | ●             | 0     | 1     | 0     |
| 1      | Lesley Kerkhove             |             |             |             |                        |                        |                   |                   |           |           |         |         |               | ●             | 0     | 1     | 0     |
| 1      | Nadia Kitxenok              |             |             |             |                        |                        |                   |                   |           |           |         |         |               | ●             | 0     | 1     | 0     |
| 1      | Quirine Lemoine             |             |             |             |                        |                        |                   |                   |           |           |         |         |               | ●             | 0     | 1     | 0     |
| 1      | Beatriz Haddad Maia         |             |             |             |                        |                        |                   |                   |           |           |         |         |               | ●             | 0     | 1     | 0     |
| 1      | Lidziya Marozava            |             |             |             |                        |                        |                   |                   |           |           |         |         |               | ●             | 0     | 1     | 0     |
| 1      | Nicole Melichar             |             |             |             |                        |                        |                   |                   |           |           |         |         |               | ●             | 0     | 1     | 0     |
| 1      | Monica Niculescu            |             |             |             |                        |                        |                   |                   |           |           |         |         |               | ●             | 0     | 1     | 0     |
| 1      | Květa Peschke               |             |             |             |                        |                        |                   |                   |           |           |         |         |               | ●             | 0     | 1     | 0     |
| 1      | Nadia Podoroska             |             |             |             |                        |                        |                   |                   |           |           |         |         |               | ●             | 0     | 1     | 0     |
| 1      | Anastassia Rodiónova        |             |             |             |                        |                        |                   |                   |           |           |         |         |               | ●             | 0     | 1     | 0     |
| 1      | Arantxa Rus                 |             |             |             |                        |                        |                   |                   |           |           |         |         |               | ●             | 0     | 1     | 0     |
| 1      | Storm Sanders               |             |             |             |                        |                        |                   |                   |           |           |         |         |               | ●             | 0     | 1     | 0     |
| 1      | Olga Savchuk                |             |             |             |                        |                        |                   |                   |           |           |         |         |               | ●             | 0     | 1     | 0     |
| 1      | Demi Schuurs                |             |             |             |                        |                        |                   |                   |           |           |         |         |               | ●             | 0     | 1     | 0     |
| 1      | Anna Smith                  |             |             |             |                        |                        |                   |                   |           |           |         |         |               | ●             | 0     | 1     | 0     |
| 1      | Tang Qianhui                |             |             |             |                        |                        |                   |                   |           |           |         |         |               | ●             | 0     | 1     | 0     |
| 1      | Renata Voracova             |             |             |             |                        |                        |                   |                   |           |           |         |         |               | ●             | 0     | 1     | 0     |
| 1      | Yang Zhaoxuan               |             |             |             |                        |                        |                   |                   |           |           |         |         |               | ●             | 0     | 1     | 0     |

### Títols per estat
| Títols | País                 | Grand Slams | Grand Slams | Grand Slams | Year-end championships | Year-end championships | Premier Mandatory | Premier Mandatory | Premier 5 | Premier 5 | Premier | Premier | International | International | Resum | Resum | Resum |
| Títols | País                 | I           | D           | X           | I                      | D                      | I                 | D                 | I         | D         | I       | D       | I             | D             | I     | D     | X     |
| ------ | -------------------- | ----------- | ----------- | ----------- | ---------------------- | ---------------------- | ----------------- | ----------------- | --------- | --------- | ------- | ------- | ------------- | ------------- | ----- | ----- | ----- |
| 19     | Txèquia              |             | 2           |             |                        | 1                      |                   |                   |           |           | 5       | 1       | 4             | 6             | 8     | 11    | 0     |
| 13     | Estats Units         | 2           | 2           | 1           |                        |                        |                   |                   |           |           | 1       | 5       | 1             | 1             | 4     | 8     | 1     |
| 13     | República de la Xina |             | 1           |             |                        |                        |                   | 3                 |           | 3         |         | 1       |               | 5             | 0     | 13    | 0     |
| 11     | Suïssa               |             | 1           | 2           |                        |                        |                   | 3                 |           | 3         |         | 1       |               | 1             | 0     | 9     | 2     |
| 11     | Rússia               |             | 1           |             |                        |                        | 1                 |                   |           | 2         | 1       | 1       | 5             |               | 7     | 4     | 0     |
| 9      | Ucraïna              |             |             |             |                        |                        |                   |                   | 3         |           |         |         | 4             | 2             | 7     | 2     | 0     |
| 9      | Països Baixos        |             |             |             |                        |                        |                   |                   |           |           |         |         | 2             | 7             | 2     | 7     | 0     |
| 8      | R.P. de la Xina      |             |             |             |                        | 1                      |                   | 1                 |           |           |         | 1       | 2             | 3             | 2     | 6     | 0     |
| 8      | Austràlia            |             |             |             |                        |                        |                   |                   |           |           | 1       | 1       | 2             | 4             | 3     | 5     | 0     |
| 7      | Hongria              |             |             |             |                        | 1                      |                   |                   |           |           |         | 2       | 1             | 3             | 1     | 6     | 0     |
| 6      | Alemanya             |             |             |             | 1                      |                        |                   |                   |           |           | 2       |         | 2             | 1             | 5     | 1     | 0     |
| 6      | Romania              |             |             |             |                        |                        | 1                 |                   |           |           |         |         | 1             | 4             | 2     | 4     | 0     |
| 4      | Letònia              | 1           |             |             |                        |                        |                   |                   |           |           |         | 2       | 1             |               | 2     | 2     | 0     |
| 4      | Bèlgica              |             |             |             |                        |                        |                   |                   |           |           |         |         | 2             | 2             | 2     | 2     | 0     |
| 4      | Suècia               |             |             |             |                        |                        |                   |                   |           |           |         |         |               | 4             | 0     | 4     | 0     |
| 3      | Canadà               |             |             | 1           |                        |                        |                   | 1                 |           |           |         | 1       |               |               | 0     | 2     | 1     |
| 3      | Espanya              | 1           |             |             |                        |                        |                   |                   | 1         |           |         | 1       |               |               | 2     | 1     | 0     |
| 3      | França               |             |             |             |                        |                        | 1                 |                   | 1         |           | 1       |         |               |               | 3     | 0     | 0     |
| 3      | Regne Unit           |             |             |             |                        |                        | 1                 |                   |           |           | 1       |         |               | 1             | 2     | 1     | 0     |
| 3      | Eslovènia            |             |             |             |                        |                        |                   |                   |           |           |         | 3       |               |               | 0     | 3     | 0     |
| 3      | Japó                 |             |             |             |                        |                        |                   |                   |           |           |         |         |               | 3             | 0     | 3     | 0     |
| 2      | Dinamarca            |             |             |             | 1                      |                        |                   |                   |           |           | 1       |         |               |               | 2     | 0     | 0     |
| 2      | Polònia              |             |             |             |                        |                        |                   |                   |           |           |         | 1       |               | 1             | 0     | 2     | 0     |
| 2      | Croàcia              |             |             |             |                        |                        |                   |                   |           |           |         |         | 1             | 1             | 1     | 1     | 0     |
| 2      | Itàlia               |             |             |             |                        |                        |                   |                   |           |           |         |         | 1             | 1             | 1     | 10    | 0     |
| 1      | Índia                |             |             |             |                        |                        |                   |                   |           |           |         | 1       |               |               | 0     | 1     | 0     |
| 1      | Estònia              |             |             |             |                        |                        |                   |                   |           |           |         |         | 1             |               | 1     | 0     | 0     |
| 1      | Kazakhstan           |             |             |             |                        |                        |                   |                   |           |           |         |         | 1             |               | 1     | 0     | 0     |
| 1      | Argentina            |             |             |             |                        |                        |                   |                   |           |           |         |         |               | 1             | 0     | 1     | 0     |
| 1      | Belarús              |             |             |             |                        |                        |                   |                   |           |           |         |         |               | 1             | 0     | 1     | 0     |
| 1      | Brasil               |             |             |             |                        |                        |                   |                   |           |           |         |         |               | 1             | 0     | 1     | 0     |
| 1      | Eslovàquia           |             |             |             |                        |                        |                   |                   |           |           |         |         |               | 1             | 0     | 1     | 0     |
| 1      | Geòrgia              |             |             |             |                        |                        |                   |                   |           |           |         |         |               | 1             | 0     | 1     | 0     |

## Rànquings
Les següents taules indiquen els rànquings de la WTA amb les vint millors tennistes individuals, i les deu millors parelles de la temporada 2017.

### Individual
| Rànquing individual WTA 2017 | Rànquing individual WTA 2017 | Rànquing individual WTA 2017 | Rànquing individual WTA 2017 | Rànquing individual WTA 2017 | Rànquing individual WTA 2017 |
| Pos.                         | Tennista                     | Punts                        | Torneigs                     | Ant.                         | Mov.                         |
| ---------------------------- | ---------------------------- | ---------------------------- | ---------------------------- | ---------------------------- | ---------------------------- |
| 1                            | Simona Halep                 | 6.175                        | 18                           | 4                            | 3                            |
| 2                            | Garbiñe Muguruza             | 6.135                        | 21                           | 7                            | 5                            |
| 3                            | Caroline Wozniacki           | 6.015                        | 23                           | 19                           | 16                           |
| 4                            | Karolína Plísková            | 5.730                        | 20                           | 6                            | 2                            |
| 5                            | Venus Williams               | 5.597                        | 16                           | 17                           | 12                           |
| 6                            | Elina Svitolina              | 5.500                        | 19                           | 14                           | 8                            |
| 7                            | Jeļena Ostapenko             | 5.010                        | 21                           | 44                           | 37                           |
| 8                            | Caroline Garcia              | 4.420                        | 24                           | 23                           | 15                           |
| 9                            | Johanna Konta                | 3.610                        | 20                           | 10                           | 1                            |
| 10                           | Coco Vandeweghe              | 3.258                        | 18                           | 37                           | 27                           |
| 11                           | Kristina Mladenovic          | 2.935                        | 26                           | 42                           | 31                           |
| 12                           | Svetlana Kuznetsova          | 2.856                        | 17                           | 9                            | 3                            |
| 13                           | Sloane Stephens              | 2.802                        | 11                           | 36                           | 23                           |
| 14                           | Julia Görges                 | 2.655                        | 24                           | 54                           | 40                           |
| 15                           | Anastassia Pavliutxénkova    | 2.485                        | 15                           | 28                           | 13                           |
| 16                           | Anastasija Sevastova         | 2.475                        | 25                           | 35                           | 19                           |
| 17                           | Ashleigh Barty               | 2.251                        | 18                           | 325                          | 308                          |
| 18                           | Ielena Vesninà               | 2.220                        | 25                           | 16                           | 2                            |
| 19                           | Madison Keys                 | 2.231                        | 15                           | 8                            | 11                           |
| 20                           | Magdaléna Rybáriková         | 2.141                        | 20                           | 156                          | 136                          |

#### Evolució número 1
| Tennista          | Data inici     | Data fi        | Setmanes |
| ----------------- | -------------- | -------------- | -------- |
| Angelique Kerber  | Final 2016     | 29 de gener    | 4        |
| Serena Williams   | 30 de gener    | 19 de març     | 7        |
| Angelique Kerber  | 20 de març     | 23 d'abril     | 5        |
| Serena Williams   | 24 d'abril     | 14 de maig     | 3        |
| Angelique Kerber  | 15 de maig     | 16 de juliol   | 9        |
| Karolína Plísková | 17 de juliol   | 10 de setembre | 8        |
| Garbiñe Muguruza  | 11 de setembre | 8 d'octubre    | 4        |
| Simona Halep      | 9 d'octubre    | Final 2017     | 12       |

### Dobles
| Rànquing dobles WTA 2017 | Rànquing dobles WTA 2017 | Rànquing dobles WTA 2017 | Rànquing dobles WTA 2017 | Rànquing dobles WTA 2017 | Rànquing dobles WTA 2017 |
| Pos.                     | Tennista                 | Punts                    | Torneigs                 | Ant.                     | Mov.                     |
| ------------------------ | ------------------------ | ------------------------ | ------------------------ | ------------------------ | ------------------------ |
| 1                        | Chan Yung-jan            | 10.130                   | 25                       | 12                       | 11                       |
| 1                        | Martina Hingis           | 10.130                   | 25                       | 4                        | 3                        |
| 3                        | Iekaterina Makàrova      | 7.320                    | 15                       | 8                        | 5                        |
| 3                        | Ielena Vesninà           | 7.320                    | 16                       | 6                        | 3                        |
| 5                        | Andrea Hlaváčková        | 6.885                    | 25                       | 9                        | 4                        |
| 6                        | Lucie Šafářová           | 6.800                    | 12                       | 7                        | 1                        |
| 7                        | Tímea Babos              | 5.600                    | 22                       | 15                       | 8                        |
| 8                        | Bethanie Mattek-Sands    | 5.591                    | 9                        | 5                        | 3                        |
| 9                        | Peng Shuai               | 4.890                    | 14                       | 44                       | 35                       |
| 10                       | Casey Dellacqua          | 4.715                    | 18                       | 273                      | 263                      |
| 11                       | Ashleigh Barty           | 4.555                    | 17                       | 261                      | 250                      |
| 12                       | Sania Mirza              | 4.475                    | 21                       | 1                        | 11                       |
| 13                       | Kateřina Siniaková       | 4.440                    | 21                       | 35                       | 22                       |
| 14                       | Lucie Hradecká           | 3.930                    | 16                       | 10                       | 4                        |
| 15                       | Barbora Strýcová         | 3.880                    | 16                       | 17                       | 2                        |
| 16                       | Xu Yifan                 | 3.765                    | 25                       | 20                       | 4                        |
| 17                       | Chan Hao-ching           | 3.725                    | 24                       | 12                       | 5                        |
| 18                       | Gabriela Dabrowski       | 3.670                    | 27                       | 39                       | 21                       |
| 19                       | Kiki Bertens             | 3.420                    | 20                       | 37                       | 18                       |
| 20                       | Johanna Larsson          | 3.325                    | 17                       | 27                       | 7                        |

| Rànquing parelles WTA 2017 | Rànquing parelles WTA 2017                 | Rànquing parelles WTA 2017 | Rànquing parelles WTA 2017 | Rànquing parelles WTA 2017 | Rànquing parelles WTA 2017 |
| Pos.                       | Parella                                    | Punts                      | Torneigs                   | Ant.                       | Mov.                       |
| -------------------------- | ------------------------------------------ | -------------------------- | -------------------------- | -------------------------- | -------------------------- |
| 1                          | Chan Yung-jan Martina Hingis               | 9.770                      | 15                         | −                          | Augment                    |
| 2                          | Iekaterina Makàrova Ielena Vesninà         | 6.785                      | 14                         | 4                          | 2                          |
| 3                          | Bethanie Mattek-Sands Lucie Šafářová       | 5.120                      | 7                          | 3                          | =                          |
| 4                          | Ashleigh Barty Casey Dellacqua             | 4.470                      | 16                         | −                          | Augment                    |
| 5                          | Tímea Babos Andrea Hlaváčková              | 4.005                      | 15                         | −                          | Augment                    |
| 6                          | Lucie Hradecká Kateřina Siniaková          | 3.871                      | 14                         | −                          | Augment                    |
| 7                          | Anna-Lena Grönefeld Květa Peschke          | 3.005                      | 22                         | 18                         | 10                         |
| 8                          | Gabriela Dabrowski Xu Yifan                | 2.921                      | 14                         | −                          | Augment                    |
| 9                          | Andrea Hlaváčková Peng Shuai               | 2.776                      | 7                          | 78                         | 69                         |
| 10                         | Andreja Klepač María José Martínez Sánchez | 2.570                      | 23                         | −                          | Augment                    |

#### Evolució número 1
| Tennista                     | Data inici   | Data fi      | Setmanes |
| ---------------------------- | ------------ | ------------ | -------- |
| Sania Mirza                  | Final 2016   | 8 de gener   | 1        |
| Bethanie Mattek-Sands        | 9 de gener   | 20 d'agost   | 32       |
| Lucie Šafářová               | 21 d'agost   | 1 d'octubre  | 6        |
| Martina Hingis               | 2 d'octubre  | 22 d'octubre | 3        |
| Martina Hingis Chan Yung-jan | 23 d'octubre | Final 2017   | 10       |

## Guardons
- Millor tennista de l'any: Garbiñe Muguruza[2]
- Millor parella de l'any: Martina Hingis i Chan Yung-Jan[2]
- Tennista revelació de l'any: Catherine Bellis[2]
- Tennista amb més millora de l'any: Jeļena Ostapenko[2]
- Millor retorn de l'any: Sloane Stephens[2]
- Jerry Diamond ACES Award: Angelique Kerber[2]

## Distribució de punts
| Categoria                       | G    | F    | SF                                             | QF                                             | R16                                            | R32                                            | R64                                            | R128                                           | Q                                              | Q3                                             | Q2                                             | Q1                                             |                                                |
| Grand Slam (I)                  | 2000 | 1300 | 780                                            | 430                                            | 240                                            | 130                                            | 70                                             | 10                                             | 40                                             | 30                                             | 20                                             | 2                                              |                                                |
| Grand Slam (D)                  | 2000 | 1300 | 780                                            | 430                                            | 240                                            | 130                                            | 10                                             | –                                              | 48                                             | –                                              | –                                              | –                                              |                                                |
| WTA Finals (I)                  | +810 | +360 | (+230 per cada victòria; +70 per cada derrota) | (+230 per cada victòria; +70 per cada derrota) | (+230 per cada victòria; +70 per cada derrota) | (+230 per cada victòria; +70 per cada derrota) | (+230 per cada victòria; +70 per cada derrota) | (+230 per cada victòria; +70 per cada derrota) | (+230 per cada victòria; +70 per cada derrota) | (+230 per cada victòria; +70 per cada derrota) | (+230 per cada victòria; +70 per cada derrota) | (+230 per cada victòria; +70 per cada derrota) | (+230 per cada victòria; +70 per cada derrota) |
| WTA Finals (D)                  | 1500 | 1050 | 690                                            | 460                                            | –                                              | –                                              | –                                              | –                                              | –                                              | –                                              | –                                              | –                                              |                                                |
| WTA Premier Mandatory (96I)     | 1000 | 650  | 390                                            | 215                                            | 120                                            | 65                                             | 35                                             | 10                                             | 30                                             | –                                              | 20                                             | 2                                              |                                                |
| WTA Premier Mandatory (64I/60I) | 1000 | 650  | 390                                            | 215                                            | 120                                            | 65                                             | 10                                             | –                                              | 30                                             | –                                              | 20                                             | 2                                              |                                                |
| WTA Premier Mandatory (28D/32D) | 1000 | 650  | 390                                            | 215                                            | 120                                            | 10                                             | –                                              | –                                              | –                                              | –                                              | –                                              | –                                              |                                                |
| WTA Premier 5 (56I)             | 900  | 585  | 350                                            | 190                                            | 105                                            | 60                                             | 1                                              | –                                              | 30                                             | 20                                             | 12                                             | 1                                              |                                                |
| WTA Premier 5 (28D)             | 900  | 585  | 350                                            | 190                                            | 105                                            | 1                                              | –                                              | –                                              | –                                              | –                                              | –                                              | –                                              |                                                |
| WTA Elite Trophy (I)            | +460 | +200 | (120 per cada victòria, 40 per cada derrota)   | (120 per cada victòria, 40 per cada derrota)   | (120 per cada victòria, 40 per cada derrota)   | (120 per cada victòria, 40 per cada derrota)   | (120 per cada victòria, 40 per cada derrota)   | (120 per cada victòria, 40 per cada derrota)   | (120 per cada victòria, 40 per cada derrota)   | (120 per cada victòria, 40 per cada derrota)   | (120 per cada victòria, 40 per cada derrota)   | (120 per cada victòria, 40 per cada derrota)   |                                                |
| WTA Premier (56I)               | 470  | 305  | 185                                            | 100                                            | 55                                             | 30                                             | 1                                              | –                                              | 25                                             | –                                              | 13                                             | 1                                              |                                                |
| WTA Premier (32I)               | 470  | 305  | 185                                            | 100                                            | 55                                             | 1                                              | –                                              | –                                              | 25                                             | 18                                             | 13                                             | 1                                              |                                                |
| WTA Premier (16D)               | 470  | 305  | 185                                            | 100                                            | 1                                              | –                                              | –                                              | –                                              | –                                              | –                                              | –                                              | –                                              |                                                |
| WTA International (56I)         | 280  | 180  | 110                                            | 60                                             | 30                                             | 15                                             | 1                                              | –                                              | 10                                             | –                                              | 6                                              | 1                                              |                                                |
| WTA International (32I)         | 280  | 180  | 110                                            | 60                                             | 30                                             | 1                                              | –                                              | –                                              | 18                                             | 14                                             | 10                                             | 1                                              |                                                |
| WTA International (16D)         | 280  | 180  | 110                                            | 60                                             | 1                                              | –                                              | –                                              | –                                              | –                                              | –                                              | –                                              | –                                              |                                                |